# Chacabita
Chacabita es un ejido del municipio de Balancán ubicado en la subregión de los Ríos del estado mexicano de Tabasco.

## Geografía
La localidad se ubica a 5.4 kilómetros (en dirección noroeste) de la localidad de Balancán de Domínguez, la cabecera y lugar más poblado del municipio. Se sitúa en las coordenadas geográficas 17°45′48″N 91°33′30″O / 17.763333, -91.558333, a una elevación de 10 metros sobre el nivel del mar.

## Demografía
Según el Conteo de Población y Vivienda 2020, efectuado por el Instituto Nacional de Estadística y Geografía, la localidad de Chacabita tiene 108 habitantes, de los cuales 63 son del sexo masculino y 45 del sexo femenino. Su tasa de fecundidad es de 2.58 hijos por mujer y tiene 30 viviendas particulares habitadas.
| Gráfica de evolución demográfica de Chacabita entre 1990 y 2020 |
|                                                                 |
| INEGI.                                                          |